# Odchylenie bezwzględne
Odchylenie bezwzględne elementu zbioru danych statystycznych to wartość bezwzględna różnicy wartości dla tego elementu {\displaystyle x_{i}} i pewnego ustalonego punktu {\displaystyle {\hat {x}}.}
{\displaystyle d=|x_{i}-{\hat {x}}|.}
Za ustalony punkt, od którego liczone jest odchylenie bezwzględne, przyjmuje się zazwyczaj medianę lub średnią arytmetyczną.
Odchylenia bezwzględne są wykorzystywane przy obliczaniu średniego odchylenia bezwzględnego.